# Missões diplomáticas da República Árabe Saarauí Democrática

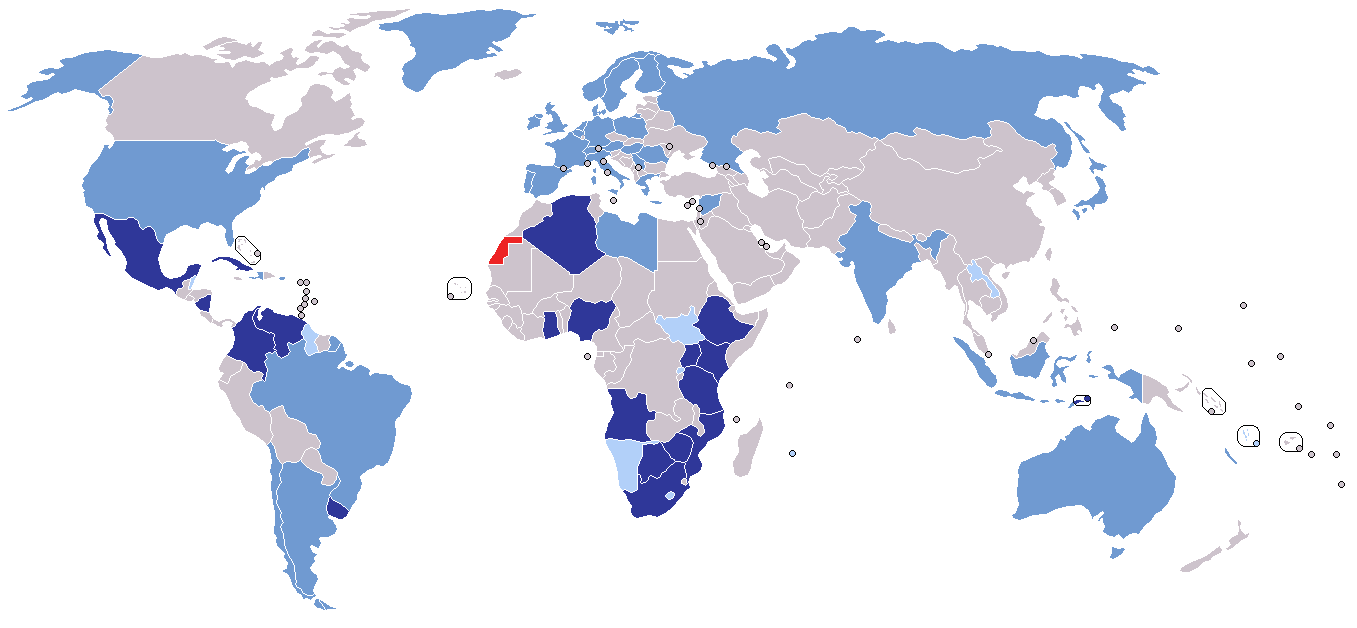
Missões diplomáticas da Saara Ocidental, ou República Árabe Saaraui Democrática
Saara Ocidental
Embaixada
Escritório de Representação
Embaixada não residente

A República Árabe Saarauí Democrática, também conhecida como Saara Ocidental, está localizada na África Ocidental sendo um território na África de origem hispânica ocupado pelo Marrocos. Isto é complementado por uma outra rede de escritórios de representação (alojados quase exclusivamente em países que não reconhecem a RASD como Estado), principalmente na Europa.

## Europa
- Alemanha
  - Berlim (escritório de representação)
- Áustria
  - Viena (escritório de representação)
- Bélgica
  - Bruxelas (escritório de representação)
- Dinamarca
  - Copenhague (escritório de representação)
- Espanha
  - Madrid (escritório de representação)
- França
  - Paris (escritório de representação)
- Hungria
  - Budapeste (escritório de representação)
- Itália
  - Roma (escritório de representação)
- Países Baixos
  - Haia (escritório de representação)
- Noruega
  - Oslo (escritório de representação)
- Portugal
  - Lisboa (escritório de representação)
- Roménia
  - Bucareste (escritório de representação)
- Rússia
  - Moscou (escritório de representação)
- Suécia
  - Estocolmo (escritório de representação)
- Suíça 
  - Genebra (escritório de representação)
- Reino Unido
  - Londres (escritório de representação)

## América
- Argentina

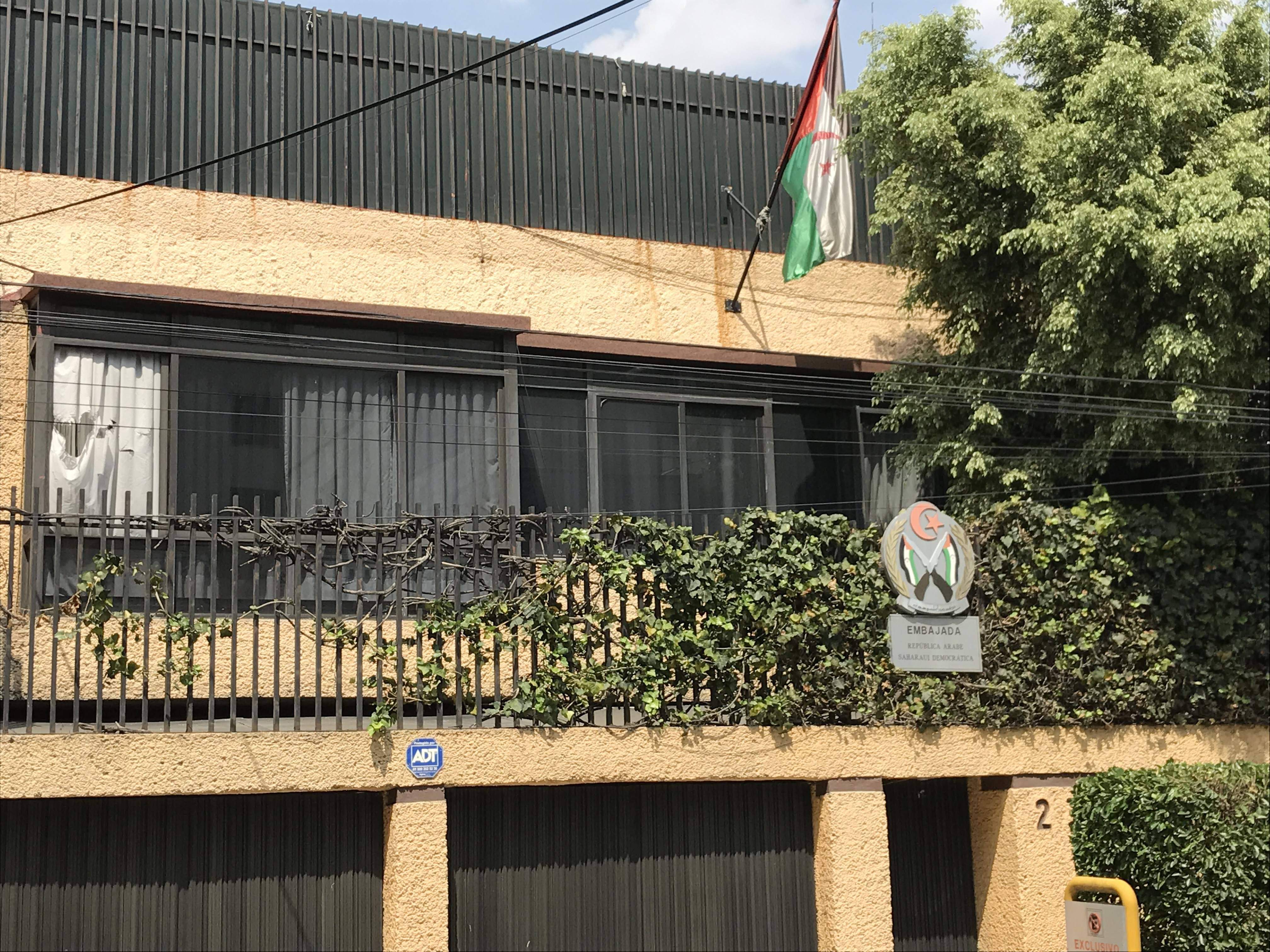
Embaixada do Saara Ocidental na Cidade do México

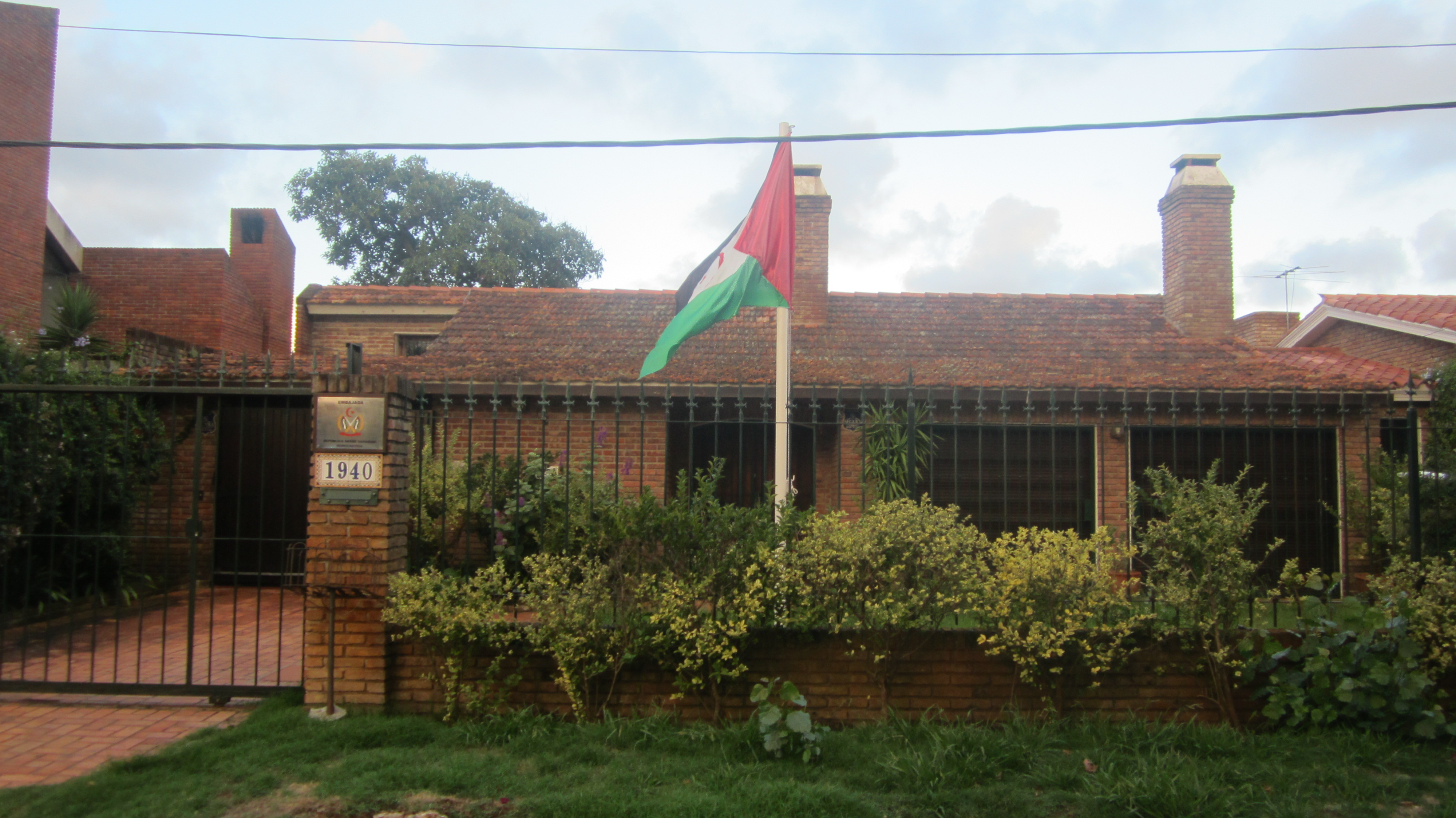
Embaixada do Saara Ocidental em Montevidéu

  - Buenos Aires (escritório de representação)
- Brasil
  - Brasília (escritório de representação)
- Chile
  - Santiago (escritório de representação)
- Colômbia
  - Bogotá (escritório de representação)
- Cuba[1]
  - Havana (embaixada)
- Estados Unidos
  - Washington DC (escritório de representação)
- Haiti[2][3]
  - Porto Príncipe (embaixada)
- México[4]
  - Cidade do México (embaixada)
- Nicarágua[5]
  - Manágua (embaixada)
- Panamá[6]
  - Cidade do Panamá (embaixada)
- Peru
  - Lima (embaixada)
- Uruguai[7]
  - Montevidéu (embaixada)
- Venezuela[8]
  - Caracas (embaixada)

## Oriente Médio
- Síria[2][3]
  - Damasco (escritório de representação)

## África
- África do Sul[9]
  - Pretória (embaixada)
- Angola[2][3]
  - Luanda (embaixada)
- Argélia[2][3]
  - Argel (embaixada)
- Etiópia[10][11]
  - Adis-Abeba (embaixada)
- Líbia[2][3]
  - Trípoli (Escritório de representação)
- Moçambique[12]
  - Maputo (embaixada)
- Nigéria[13]
  - Abuja (embaixada)
- Tanzânia[14][15][16]
  - Dar es Salaam (embaixada)
- Uganda[17]
  - Kampala (embaixada)
- Zâmbia[18]
  - Lusaka (embaixada)

## Ásia
- Índia
  - Nova Delhi (escritório de representação)
- Indonésia
  - Jacarta (escritório de representação)
- Japão
  - Tóquio (escritório de representação)
- Timor-Leste[19]
  - Díli (embaixada)

## Oceania
- Austrália
  - Sydney (escritório de representação)

## Organizações multilaterais
- Adis-Abeba (missão permanente ante a União Africana)[20][11]
- Bruxelas (missão permanente antea  União Europeia)[2][3]
- Genebra (escritório de representação ante as Nações Unidas)[21]
- Nova Iorque (escritório de representação ante as Nações Unidas)[21]